# Cirque de Gavarnie
Le cirque de Gavarnie est un cirque naturel de type glaciaire situé dans le massif montagneux des Pyrénées, sur le territoire de la commune française de Gavarnie, dans le département des Hautes-Pyrénées, en région Occitanie.
Il fait partie du parc national des Pyrénées et a été inscrit en 1997 au patrimoine mondial de l'UNESCO dans l'ensemble Pyrénées-Mont Perdu.

## Toponymie
Le cirque est appelé ola de Gavarnia en gascon. Gavarnie serait issu de la racine gave, nom générique donné aux cours d'eau encaissés dans la région. La seconde partie du nom a une origine plus incertaine ; d'après Marcel Lavedan, le toponyme pourrait signifier « endroit élevé situé à l'intérieur ».

## Géographie

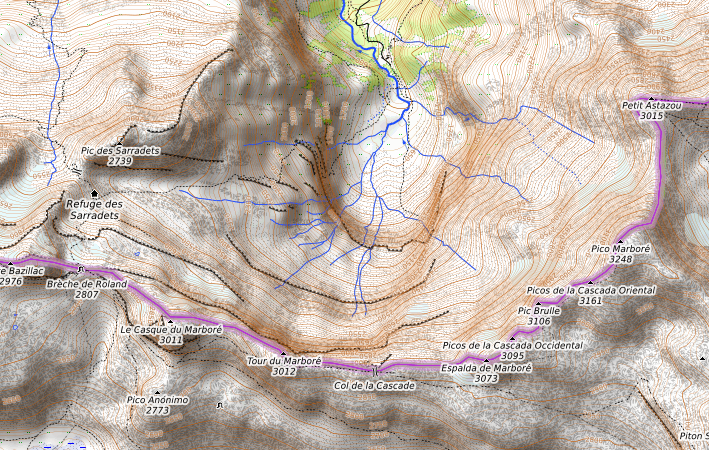
Carte topographique du cirque

### Situation
Le cirque de Gavarnie se situe dans le Sud-Ouest de la France, dans le département des Hautes-Pyrénées en région Occitanie, sur le versant septentrional de la ligne de crêtes marquant la frontière avec l'Espagne. Le village de Gavarnie, plus haut village du département, abritant moins de 150 habitants, se trouve légèrement en aval de la jonction entre le fond du cirque de Gavarnie, où coule le gave du même nom, et la vallée des Pouey Aspé, où coule le gave des Tourettes, dans la partie haute de la vallée de Gavarnie. Lourdes se trouve à une cinquantaine de kilomètres au nord à vol d'oiseau. Le cirque est creusé au cœur des Pyrénées.

### Topographie

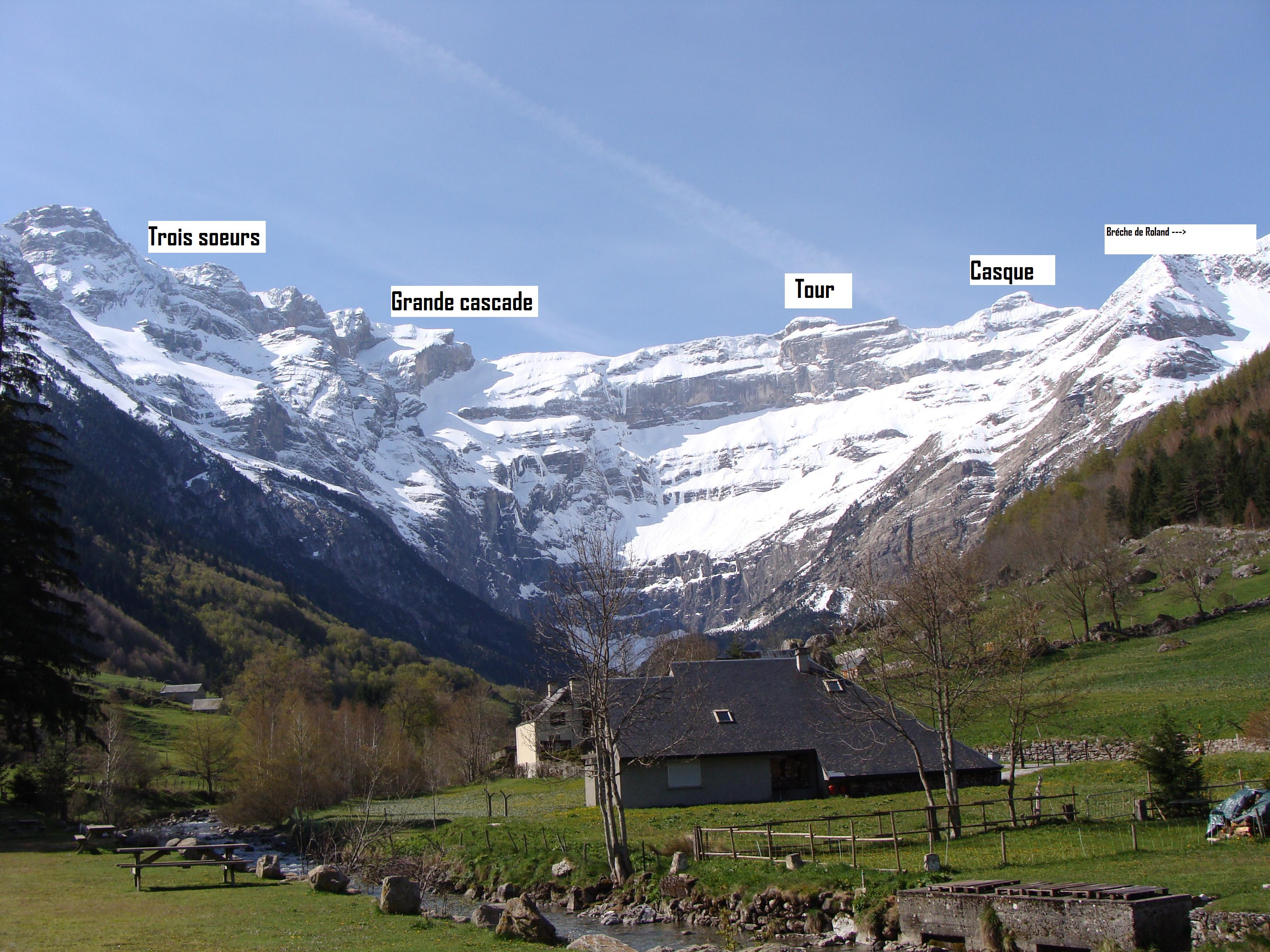
Vue annotée du relief constituant le cirque.

De nombreux sommets entourent le cirque (d'est en ouest) : le Petit Astazou, le pic du Marboré, le pic Brulle, le pic de la Cascade, l'épaule du Marboré, la tour du Marboré et le casque du Marboré. Le pic du Marboré est le point culminant du cirque, avec 3 248 mètres d'altitude. Le demi-cercle constitué par le cirque a une circonférence d'environ six kilomètres. Le fond du cirque, où est située l'hôtel du Cirque de Gavarnie, se trouve aux alentours de 1 570 mètres. La hauteur des parois atteint donc près de 1 500 mètres, en trois étages successifs séparés par des banquettes moins inclinées.

### Hydrographie

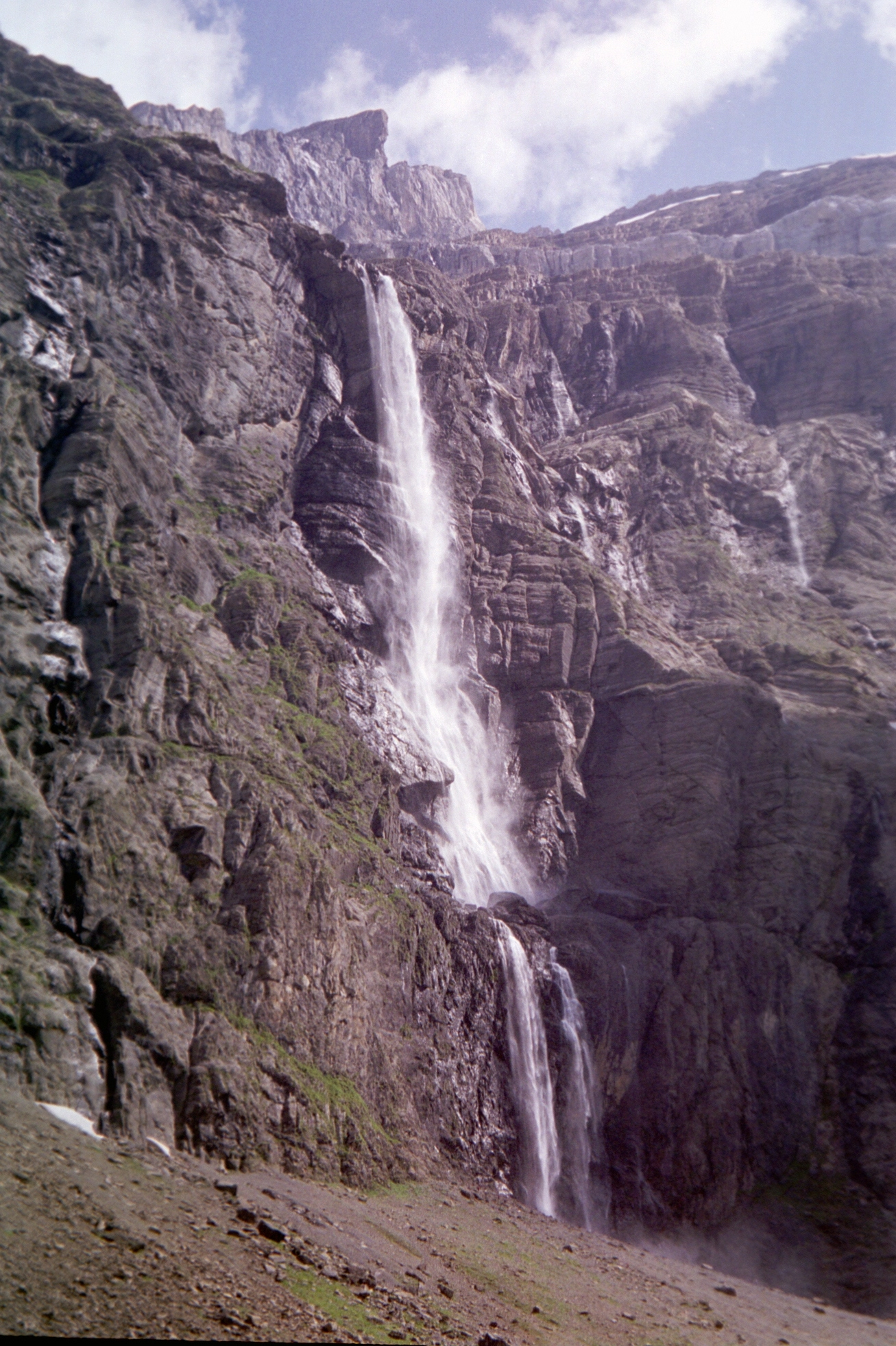
Vue de la cascade de Gavarnie.

Au milieu du cirque, légèrement sur son versant oriental, se tient la cascade de Gavarnie, haute de 422 mètres, à la source du gave de Gavarnie donnant le gave de Pau.
Sous la ligne de crêtes, dans la partie haute du cirque, se trouvent plusieurs glaciers reliques : glacier de la Brèche, glacier du Casque, glacier de l'Épaule, glacier de la Cascade, glacier ouest du Marboré.

### Géologie
Le cirque de Gavarnie a une origine glaciaire. Les terrains calcaires gris, ocre ou rosés, y ont été retournés et soulevés jusqu'à 3 000 mètres d'altitude. La zone géologique du cirque de Gavarnie est un exemple géologique de nappe de charriage.
Tout au long, les glaciers quaternaires ont « surcreusé » les bassins de Pragnères, de Gèdre et de Gavarnie ; les eaux ont scié les « verrous » rocheux qui les séparent et créé des « étroits » dont le plus caractéristique est la gorge de Saint-Sauveur. La brèche de Roland est une curiosité géologique, une entaille glaciaire.

### Climat

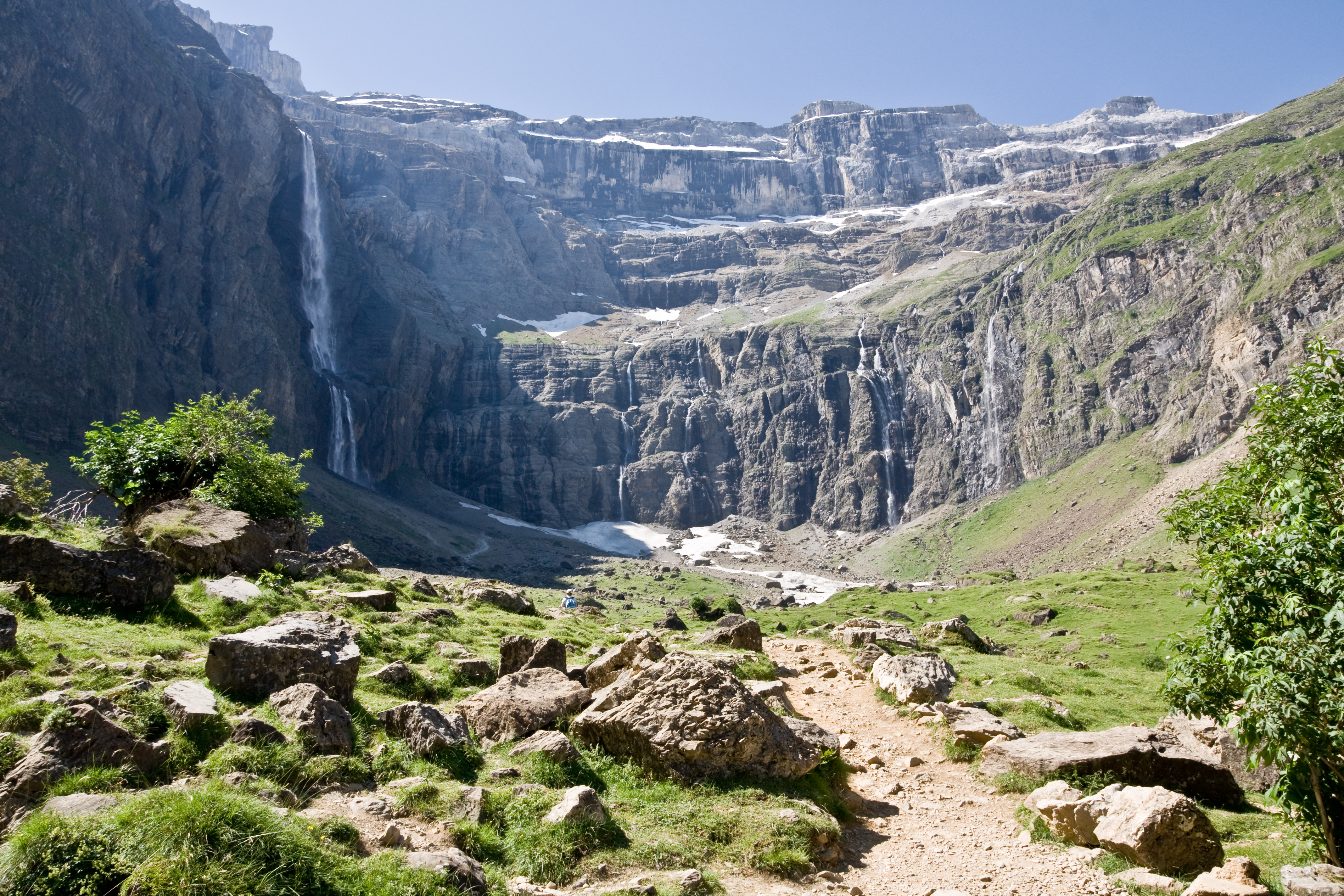
Centre du cirque.

### Faune et flore
La présence de spécimens d'Aconitum anthora à fleurs bleues a été relevée en septembre 1839. Johan Emanuel Zetterstedt énumère près de cent plantes trouvées à Gavarnie dont Crocus vernus, Anemone ranunculoides, Ranunculus thora et alpestris, Ranunculus ficaria, Aquilegia pyrenaica, Coincya cheiranthos, Erucastrum nasturtiifolium, Barbarea verna, Draba tomentosa, Pritzelago alpina, Viola biflora, Reseda glauca, Polygala amarella, Silene alpestris, Saponaria caespitosa, Gypsophila repens, Sagina saginoides, Arenaria ciliata et purpurascens, Cerastium arvense, Geranium cinereum, etc.

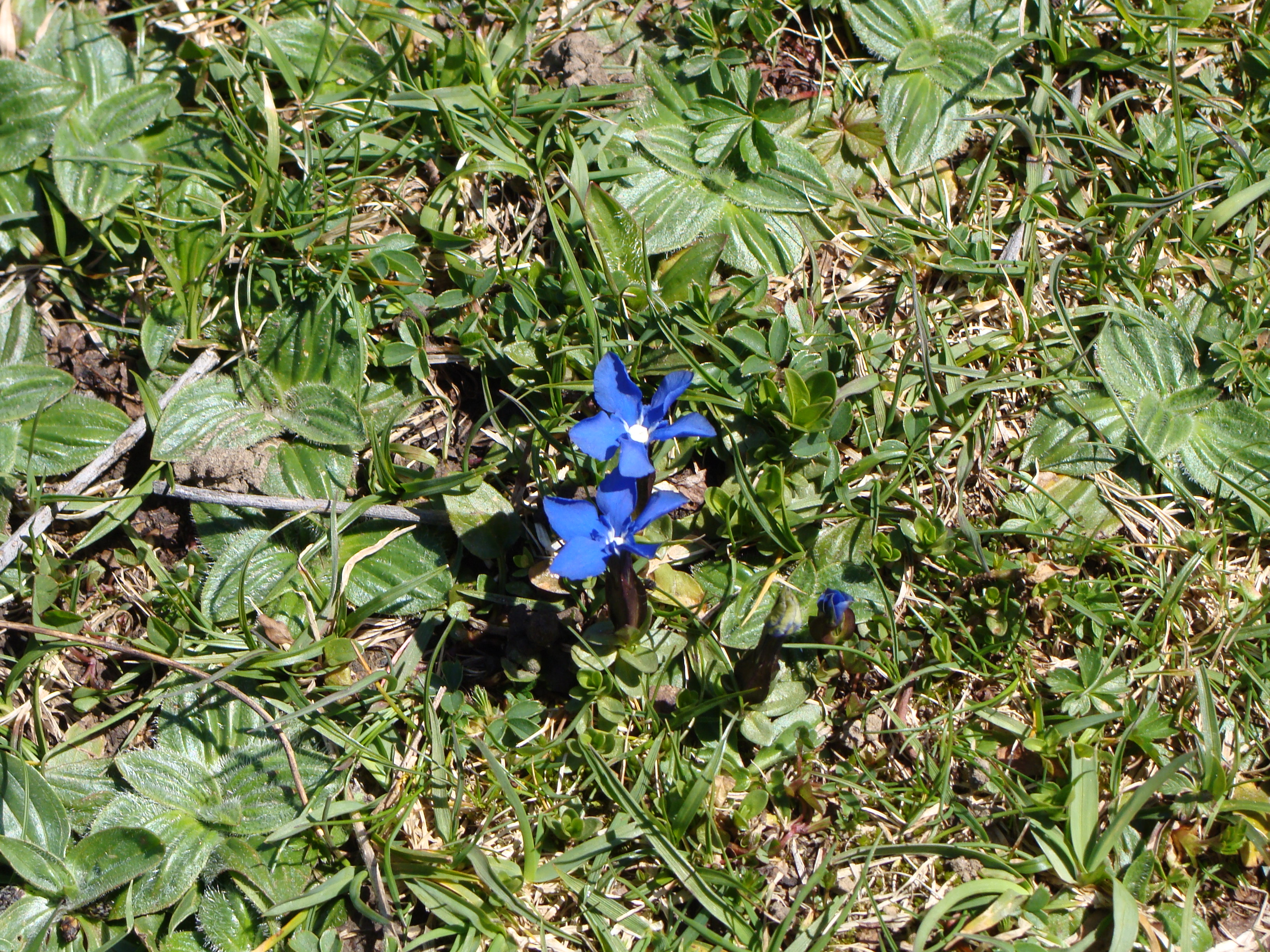
Gentiana verna
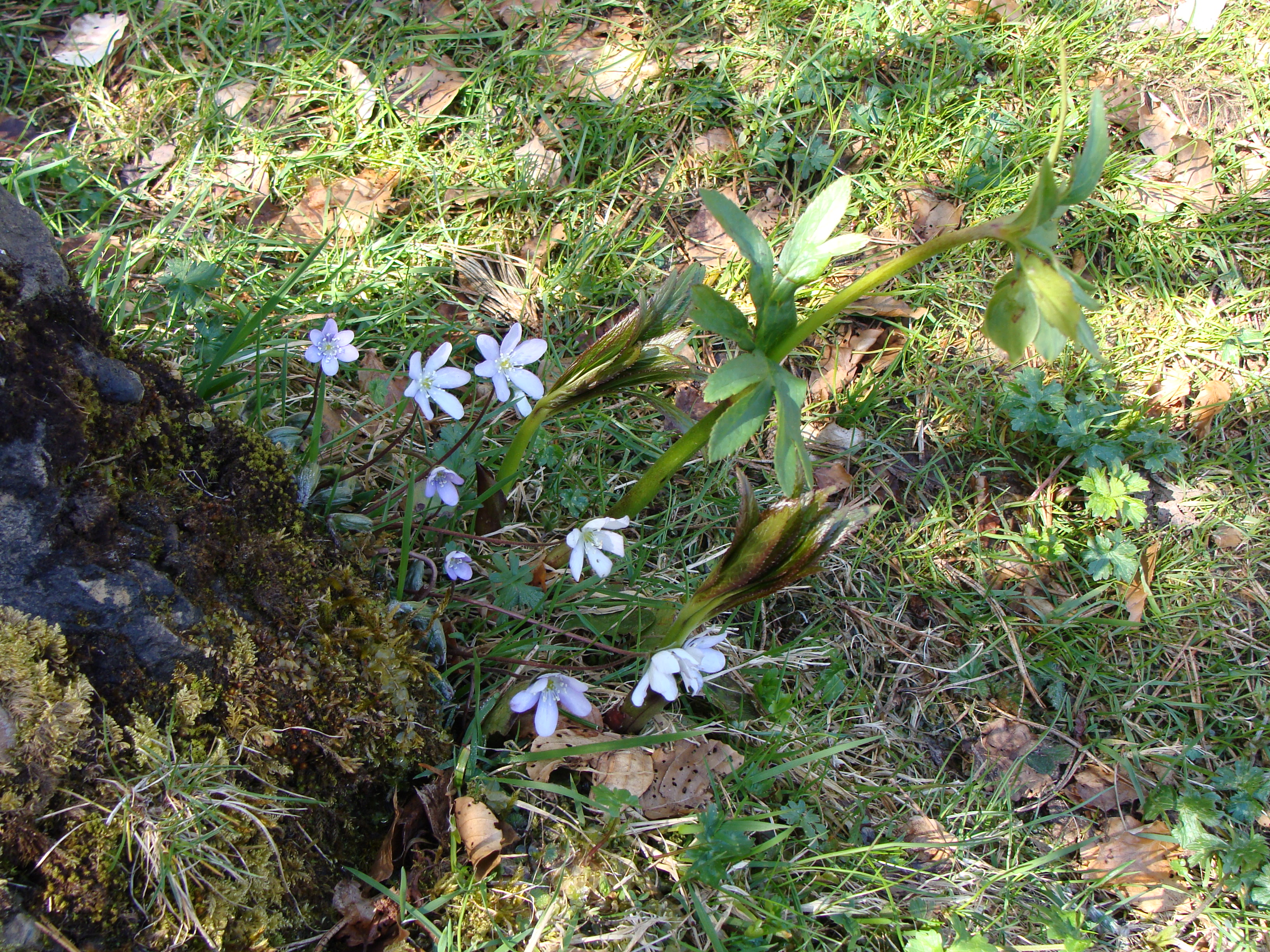
Hepatica nobilis
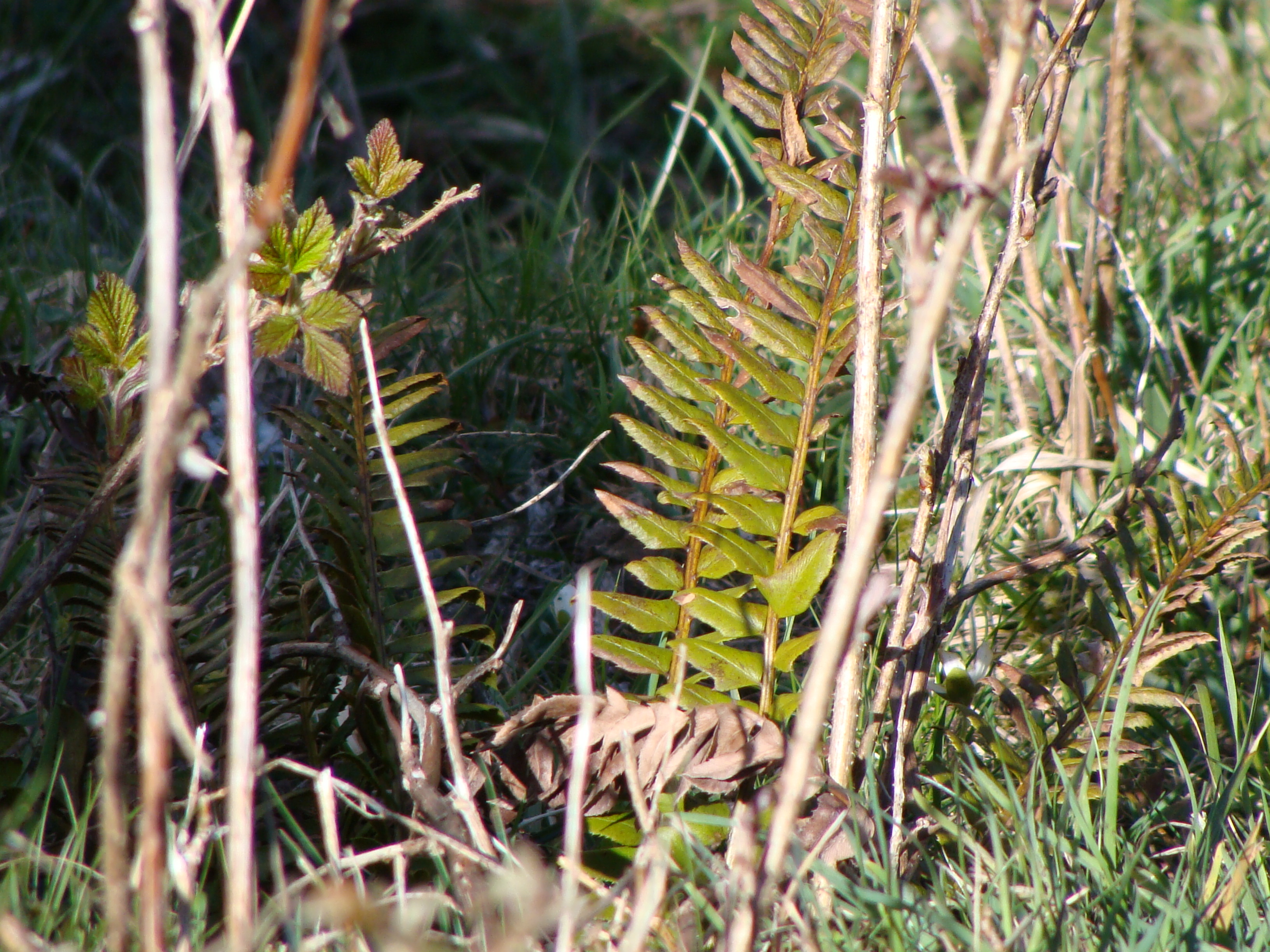
Polystichum lonchitis
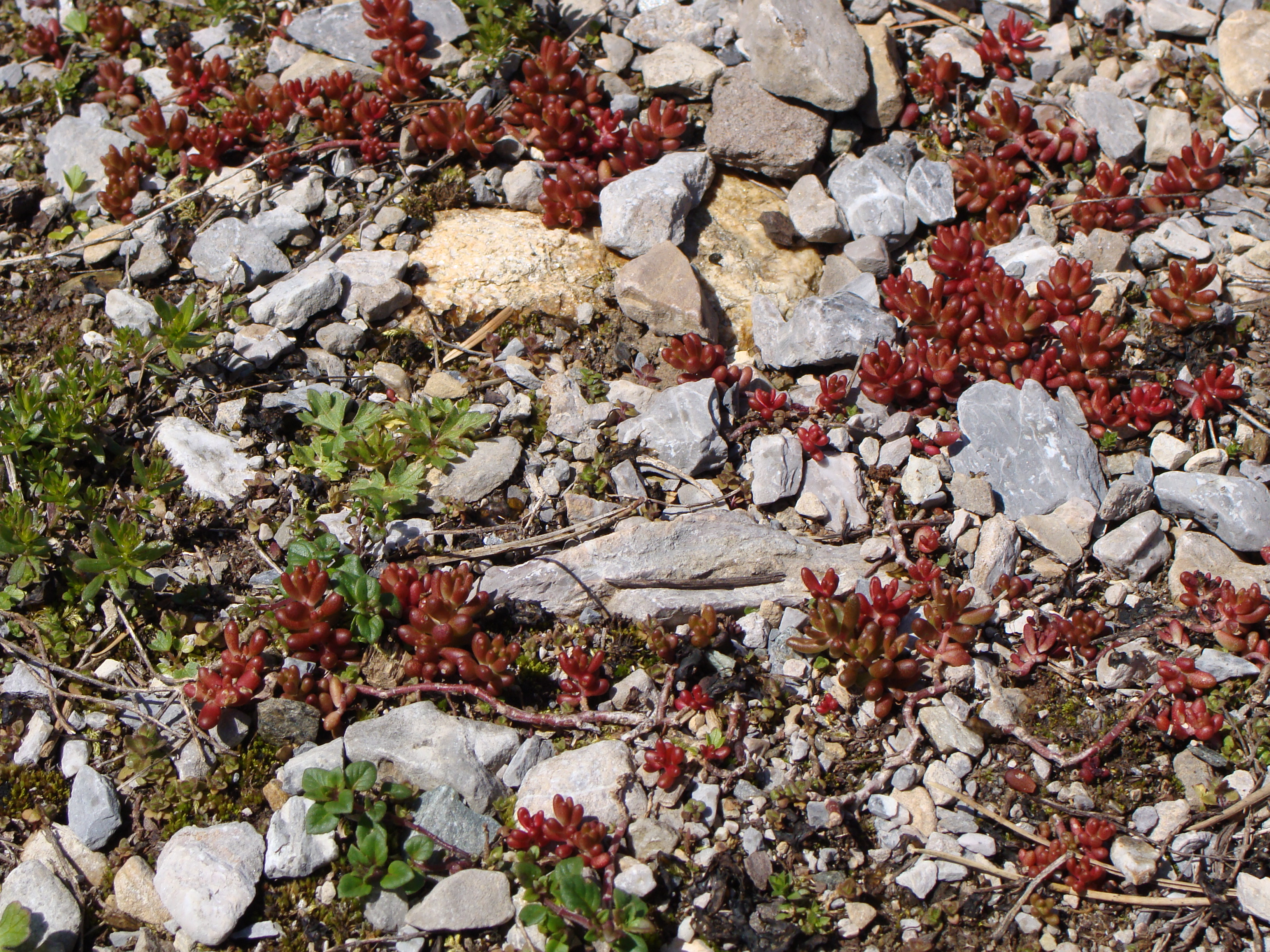
Sedum atratum

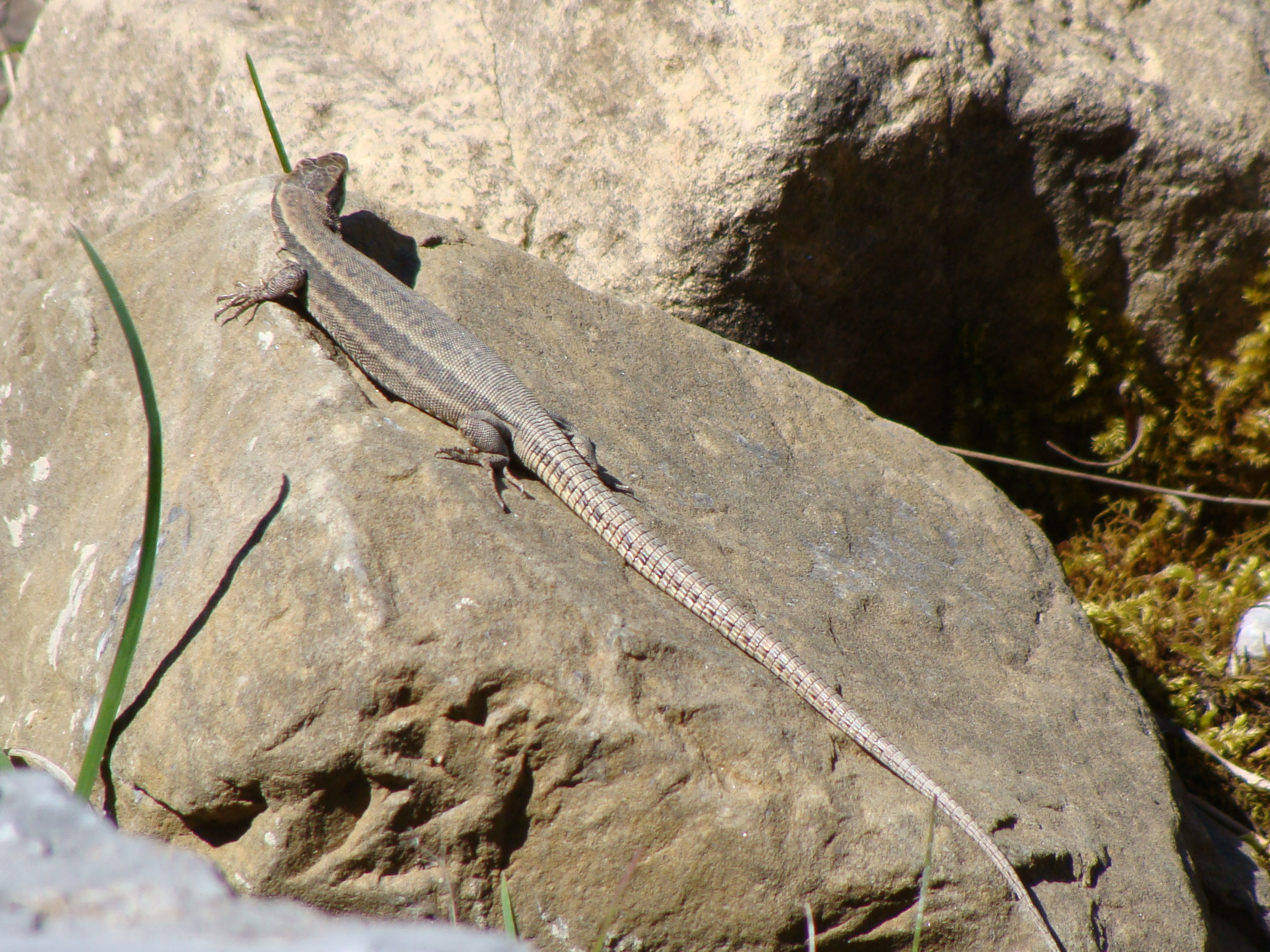
Lézard
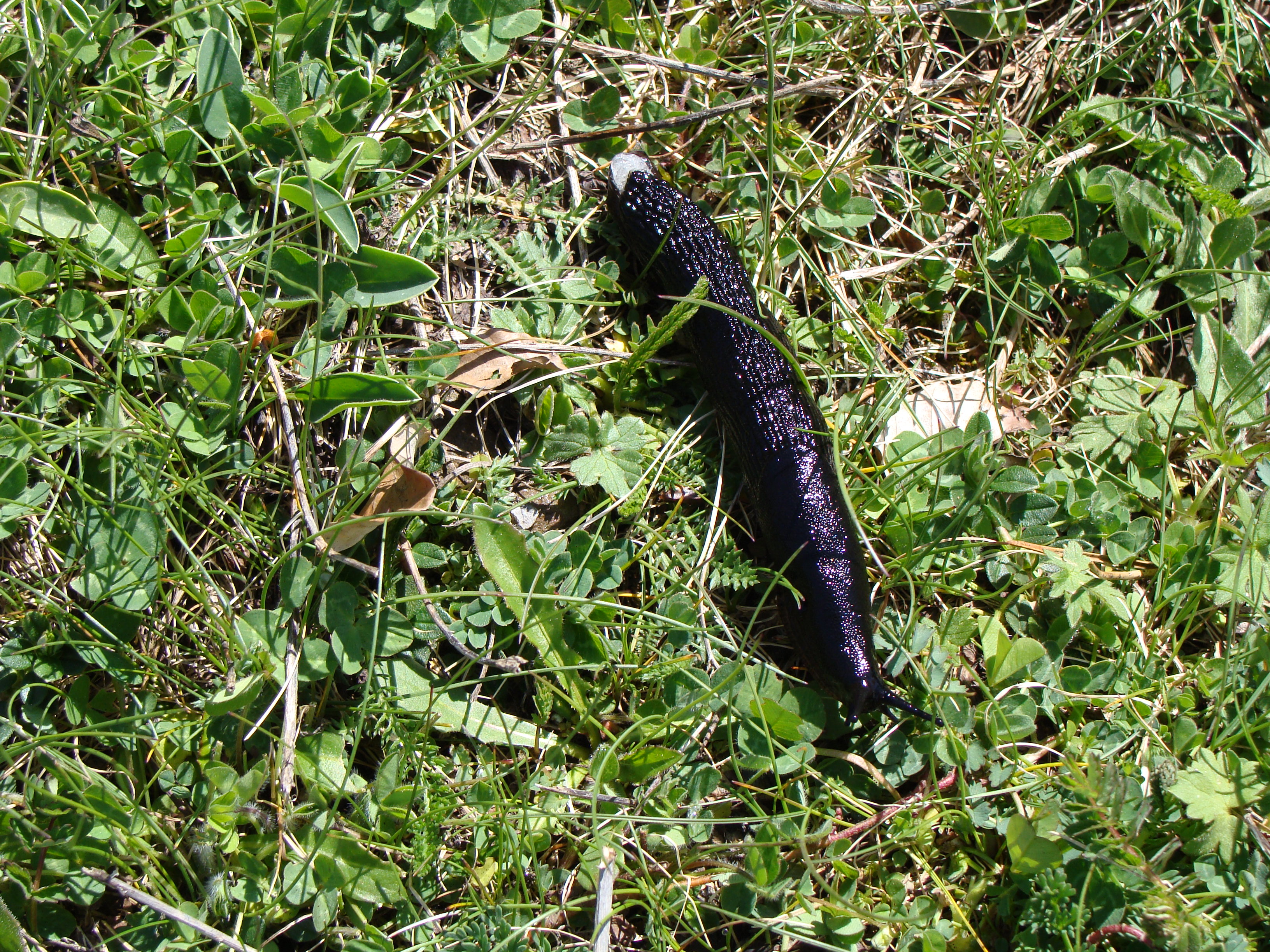
Limace
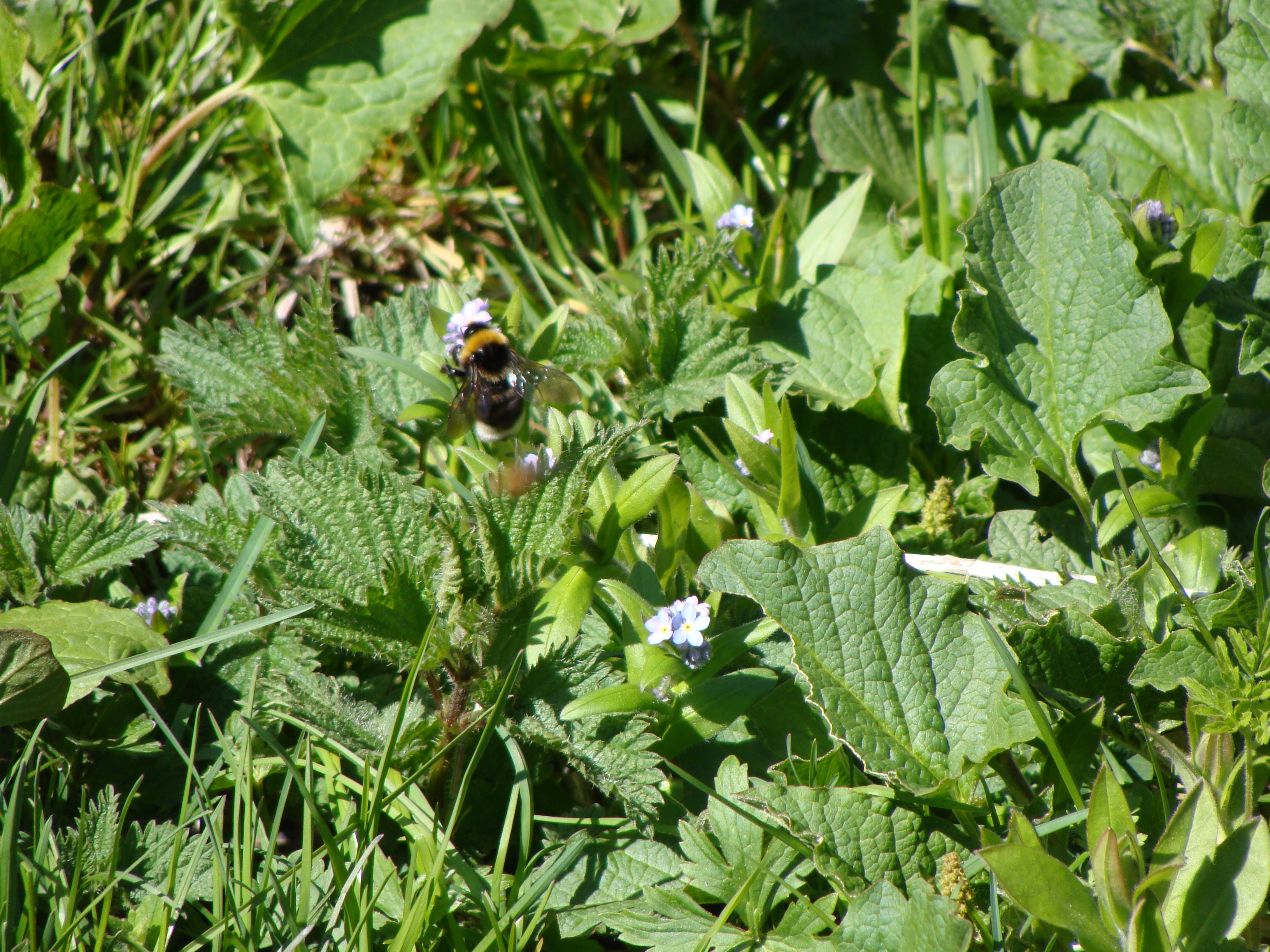
Bourdon
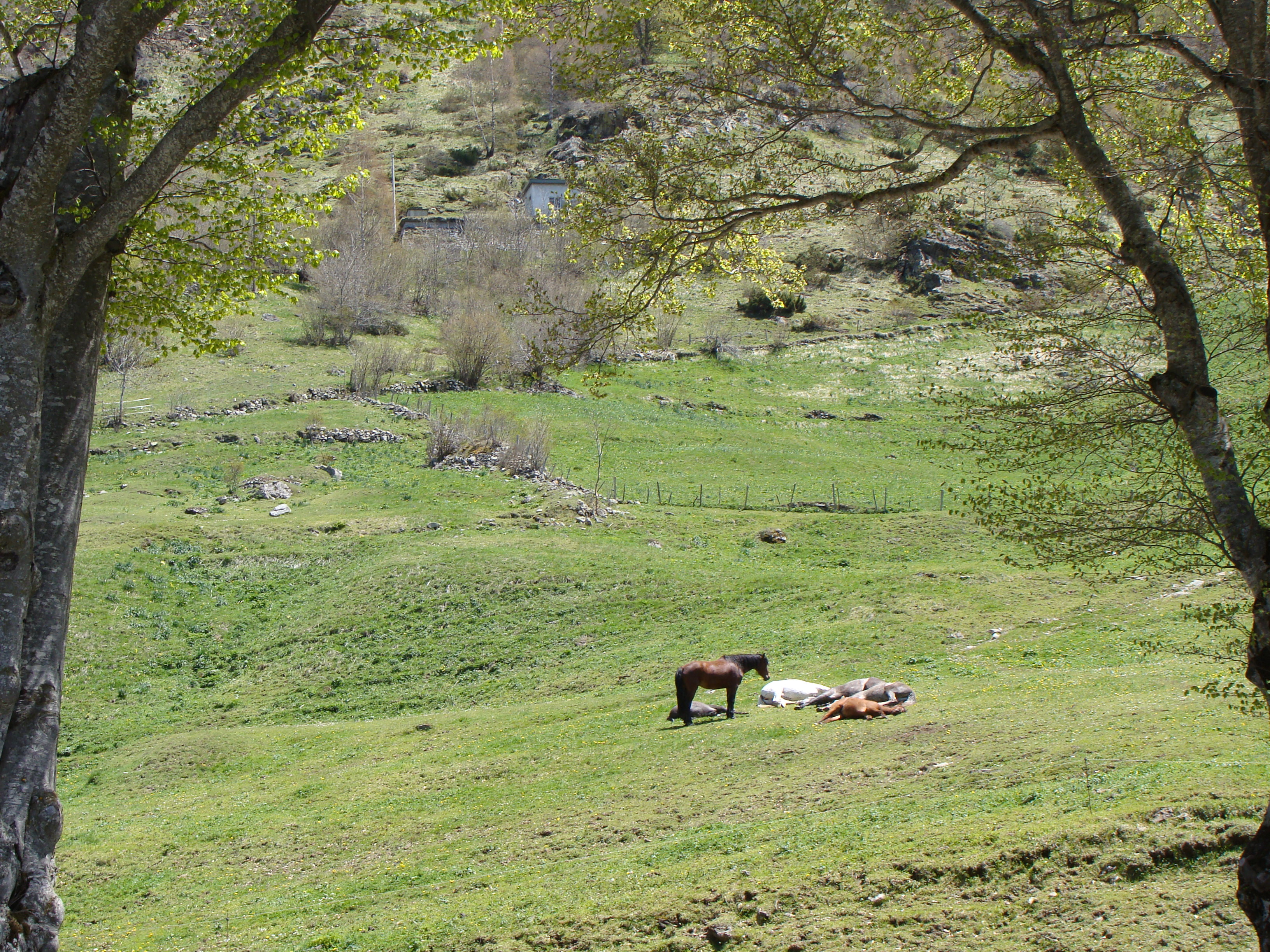
Chevaux

## Histoire

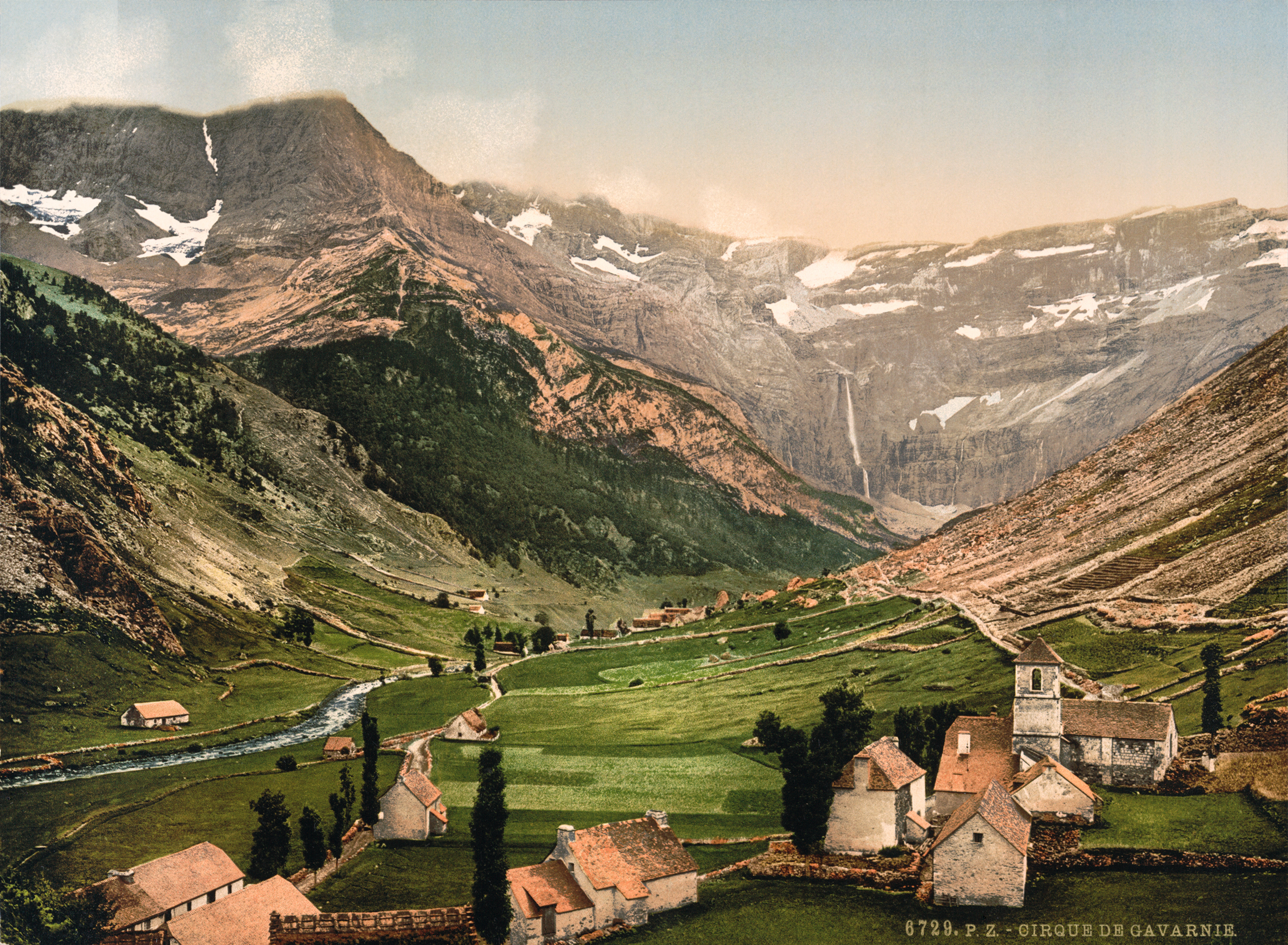
Photochrome du cirque de Gavarnie, vers 1900.

Au Xe siècle, Gavarnie est un simple hameau de berger mais reste d'une manière générale moins favorable au pastoralisme que le cirque de Troumouse voisin. Toutefois, il est situé à proximité du port de Boucharo sur la route la plus aisée et la plus directe[Information douteuse] pour Saint-Jacques-de-Compostelle et son église constitue une étape pour demander la protection à la Vierge du Bon-Port. En 1794, sous la Première République, un détachement militaire est envoyé afin de protéger la frontière des incursions espagnoles. Le village trouve ainsi progressivement son essor, jusqu'en 1842 où il est constitué en commune.
À la fin du XVIIIe siècle et au cours du XIXe siècle, le cirque est l'objet de nombreuses recherches botaniques, géologiques et topographiques, à l'instar de celles menées par Louis Ramond de Carbonnières. Les pyrénéistes, tels Henry Russell, et Margalide et Louis Le Bondidier, s'intéressent à ses sommets. Les écrivains (Victor Hugo), peintres (Franz Schrader,) et photographes font découvrir sa beauté. Tous ces visiteurs sont accompagnés des guides François Bernat-Salles,, Hippolyte et Célestin Passet,, Rondou et Laurens, ou encore Henri Courtade.

## Activités

### Protection environnementale

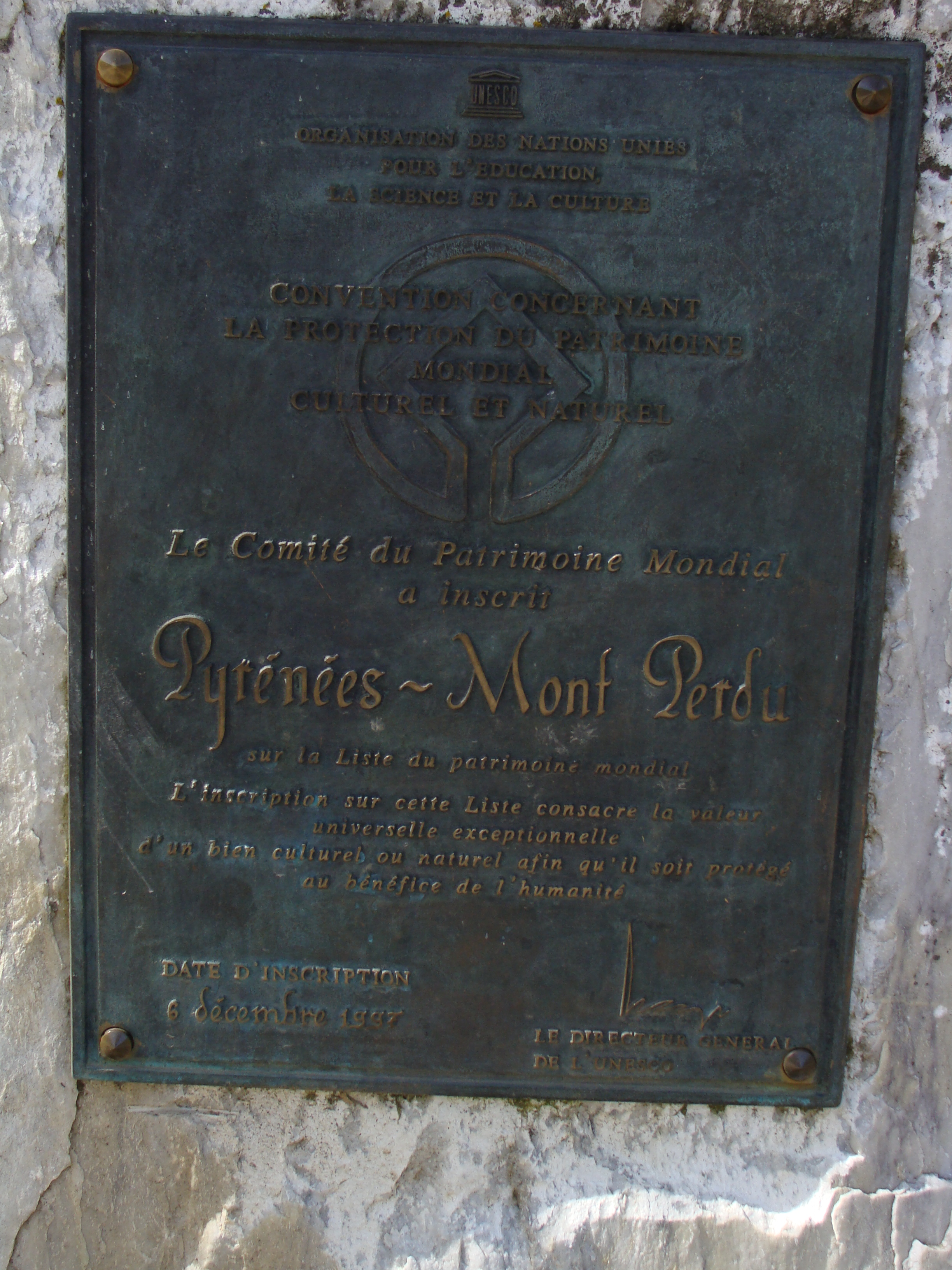
Plaque inscription au patrimoine mondial de l'UNESCO.

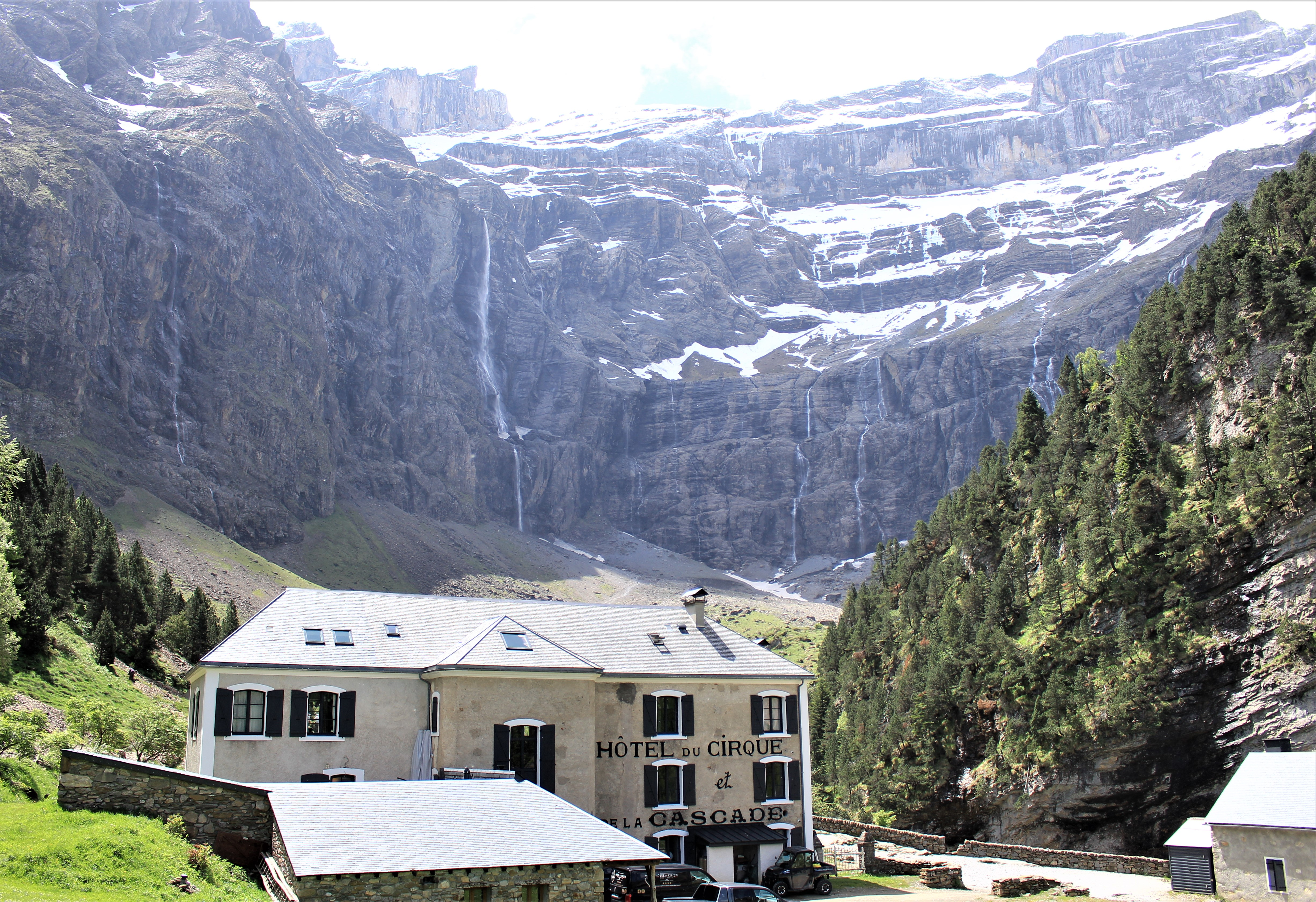
L'hôtellerie du Cirque.

Le cirque se situe au cœur du parc national des Pyrénées, créé en 1967. Il a été inscrit en 1997 sur la liste du patrimoine mondial par l'UNESCO dans l'ensemble Pyrénées-Mont Perdu.

### Tourisme
Le cirque est accessible par le fond de vallée à partir du village de Gavarnie ou par le haut en empruntant l'échelle des Sarradets. La municipalité impose aux touristes de garer leur véhicule dans un parking public payant (en fait le long d'une route plus ou moins aménagée en parking).
Le cirque, considéré comme une merveille naturelle, est l'un des sites les plus visités des Pyrénées. La brèche de Roland est accessible en randonnée à partir du parking des Tentes après la station de sports d'hiver de Gavarnie-Espécières. L'accès en voiture au port de Boucharo a été fermé à la circulation et un grand parking gratuit permet de stationner.
Le Tour de France avait aussi prévu une arrivée au cirque de Gavarnie, aux Espécières, durant les années 1980. Cependant, du fait de sa position en plein cœur du parc national des Pyrénées, le passage du Tour de France pose de nombreux problèmes écologiques et le projet n'a ainsi jamais pu aboutir.
L'escalade glaciaire est également prisée lorsque les cascades du cirque gèlent.
Le festival de Gavarnie est un festival de théâtre qui chaque année pendant deux semaines attire près de 10 000 spectateurs. Il entraîne un afflux de touristes difficilement conciliable avec les nécessités de protection écologique. Cela pourrait faire déclasser le site de la liste du patrimoine mondial de l'UNESCO. Trois sites ont déjà perdu leur classement au patrimoine mondial, à Oman, en Allemagne, et en Géorgie.

## Dans la culture
Victor Hugo fait référence au cirque de Gavarnie dans son poème inachevé Dieu (« Ascension dans les ténèbres », II. « Les voix », dix-neuvième fragment) :

« C’est une montagne et une muraille tout à la fois/C’est l’édifice le plus mystérieux des architectes/C’est le colosseum de la nature/C’est Gavarnie. »

Le 23 juillet 1988, l'administration des PTT émet un timbre-poste horizontal d'une valeur faciale de trois francs, de couleurs violet, vert et brun, représentant ce site touristique. La dessinatrice du timbre est Huguette Sainson.

Vue du cirque.